# 12e gala des prix Félix
Les lauréats des prix Félix en 1990, artistes québécois œuvrant dans l'industrie de la chanson, ont reçu leurs récompenses à l'occasion du douzième Gala de l'ADISQ, animé par Michel Rivard et qui eut lieu le 21 octobre 1990.

## Interprète masculin de l'année
- Mario Pelchat

Autres nommés : Gerry Boulet, Jim Corcoran, Luc de Larochellière, Daniel Lavoie, Richard Séguin et Roch Voisine.

## Interprète féminine de l'année
- Joe Bocan

Autres nommées : Johanne Blouin, Marie Carmen, Laurence Jalbert, Marie-Denise Pelletier, Martine St-Clair, Nanette Workman.

## Révélation de l'année
- Laurence Jalbert

Autres nommés : Marc Gabriel, Kashtin, les Parfaits Salauds, Vilain Pingouin.

## Groupe de l'année
- les B.B.

Autres nommés : Kashtin, les Parfaits Salauds, Rock et Belles Oreilles, Uzeb.

## Auteur-compositeur de l'année
- Jim Corcoran

Autres nommés : Rémy Caset (des Parfaits Salauds), Laurence Jalbert, Guy Rajotte, Daniel Lavoie, Claude McKenzie et Florent Vollant (de Kashtin).

## Artiste anglophone de l'année
- Céline Dion (Prix refusé par Céline Dion)

Autres nommés : Corey Hart, Sass Jordan, Men Without Hats, Voivod.

## Artiste s'étant le plus illustré hors Québec
- Uzeb, Roch Voisine

Autres nommés : Michel Courtemanche, Kashtin, Michel Lauzière.

## Artiste de la francophonie s'étant le plus illustré au Québec
- Philippe Lafontaine

Autres nommés : Francis Cabrel, Patrick Bruel, Maurane, les Négresses Vertes.

## Chanson populaire de l'année
- Un beau grand bateau de Gerry Boulet

Autres nommées : Dors, Caroline de Johanne Blouin, Qui sait? de Daniel Lavoie, Car je t'aime de Paul Piché, Le cœur de ma vie de Michel Rivard, Et tu marches de Richard Séguin, Désir égale danger de Martine St-Clair.

## Album le plus vendu
- Kashtin de Kashtin

## Album pop de l'année
- Johanne Blouin de Johanne Blouin

Autres nommés : Séduction de Pier Béland, Couleur Passion de Mario Pelchat, Survivre de Marie-Denise Pelletier, Une femme une planète de Marie-Claire Séguin.

## Album pop-rock de l'année
- Long courrier de Daniel Lavoie

Autres nommés : Corcoran de Jim Corcoran, Drôle de nuit de Francis Martin, Souvenirs retrouvés de Francine Raymond, Caribou de Martine St-Clair.

## Album rock de l'année
- Les B.B. des B.B.

Autres nommés : Laurence Jalbert de Laurence Jalbert, Menteur de Jean Leloup, À cœur ouvert des Parfaits Salauds, Changement d'adresse de Nanette Workman.

## Premier album
- Kashtin de Kashtin

Autres nommés : Les B. B. des B.B., Laurence Jalbert de Laurence Jalbert, Menteur de Jean Leloup, À cœur ouvert des Parfaits Salauds.

## Album country-folk de l'année
- Kashtin de Kashtin

Autres nommés : La veillée chez l'Père Jos d'André Léveillée, Sur demande de Céline et Guylaine, Sur la route du bonheur d'Édouard Castonguay.

## Album jazz de l'année
- Uzeb Club d'Uzeb

## Album instrumental de l'année
- Gershwin : Rhapsody In Blue - An American In Paris de Louis Lortie et l'Orchestre symphonique de Montréal

## Album classique de l'année
- Prokofiev, Tchaikovsky, Kabalevsky de Angèle Dubeau et l'Orchestre symphonique de Kiev

## Album humour de l'année
- Pourquoi chanter? de Rock et Belles Oreilles

Autres nommés : Hi!Ha!Un party! de Michel Barrette, Oncle Georges de Daniel Lemire.

## Spectacle pop de l'année
- Opéra Nelligan (André Gagnon - Michel Tremblay)

Autres nommés : Entre l'amour et l'humour de Pier Béland, Johanne Blouin de Johanne Blouin, Un aller simple de Sylvain Lelièvre, Couleur passion de Mario Pelchat.

## Spectacle rock de l'année
- les B.B. des B.B.

Autres nommés : Pour faire lever le soleil de Chantal Beaupré, Dense de Robert Charlebois, Roch Voisine de Roch Voisine.

## Spectacle humour de l'année
- Bêtes de scènes de Rock et Belles Oreilles

Autres nommés : Attends d'rire de Jean Lapointe, Crudités de JiCi Lauzon, Lemire fait l'humour de Daniel Lemire, Recherchez Légaré de Pierre Légaré.

## Vidéoclip de l'année
- Tomber de Laurence Jalbert

Autres nommés : Ton amour est trop lourd de Jim Corcoran, Danse avant de tomber de Carole Laure, L'homme de la maison de Gaston Mandeville, Salut Salaud de Vilain Pingouin.

## Hommage
- Gerry Boulet

## Sources
Gala de l'ADISQ 1990